# Statuta Valachorum
Statuta Valachorum (»Vlaški statut(i)«, srbohrvaško Vlaški statut(i)) je bil odlok, ki ga je 5. oktobra 1630 izdal cesar Ferdinand II. Habsburški in je opredelil pravice »Vlahov« (izraz, ki se uporablja za skupnost večinoma pravoslavnih beguncev, izraz, ki je poleg Vlahov vključeval Srbe in govorce drugih jezikov)  v Vojni krajini, tako da jih je postavil pod neposredno oblast Dunaja, ki odvzema pristojnosti hrvaškega sabora. To je bil eden od treh glavnih zakonov, sprejetih v zgodnjem 17. stoletju o obdavčitvi in najemniških pravicah Vlahov, skupaj s prejšnjim dekretom iz leta 1608 cesarja Rudolfa II. in Ferdinandovim dekretom iz leta 1627.

## Ozadje
Sredi 16. stoletja je bila ustanovljena Vojna krajina kot varovalka pred Osmanskim cesarstvom. Balkanski begunci, vključno s pravoslavnimi skupinami, kot so Srbi, Vlahi in govorci drugih jezikov, so prešli v habsburške dežele. Vlahi so zapustili gorske domovine in se naselili na osmansko osvojena ozemlja, od koder se jih je velik del preselil na habsburško območje na Hrvaškem. Ta proces se je začel v drugi polovici 16. stoletja s koncentracijo v Gornji Slavoniji, kjer so živeli v skladu s svojimi tradicijami, ki so kasneje postale del Statuta Valachorum. Vlahi Varaždinskega generalata so bili nekoč romanizirane skupine, ki so se kasneje postopoma slovanizirale in vključile v grško pravoslavno cerkev. V virih so ubežniki brez izjeme imenovani Vlahi, redko pa se uporabljajo imena Uskoki, Pribezi, Predavci. Vojaški kolonisti so bili oproščeni nekaterih obveznosti in so jim bila podeljena majhna zemljišča ter so lahko sami volili svoje stotnike (vojvode) in sodnike (kneze). V drugi polovici 16. stoletja Vlahi iz Slavonije niso bili več izključni del prebivalstva, ker so bili vlaški privilegiji privlačni za številne ne-Vlahe, ki so se mešali z Vlahi, da bi dobili status. Leta 1600 se je zgodila velika selitev Srbov (imenovanih »Raški ali Vlahi«) na Hrvaško in v Slavonijo z osmanskega ozemlja. Vlahi so se množično in v zelo kratkem času od 1597 do 1600 preselili v Varaždinski generalat Slavonske krajine. Svoboda vere je bila obljubljena vsem pravoslavnim naseljencem. Habsburška monarhija je bila dejansko razdeljena na ločena civilna in vojaška dela, ko je cesar Ferdinand leta 1553 podelil polno civilno in vojaško oblast nad Vojno krajino generalnemu častniku. To ni bilo všeč ogrskemu zboru in hrvaškemu plemstvu, ki jim je bila odvzeta oblast v Krajini. Hrvati so poskušali zmanjšati avtonomijo Krajine; vključitev v Hrvaško bi pomenila izgubo statusa in prerogative Grenzerjev (graničarjev).
Leta 1608 je avstrijski cesar Rudolf II. uvedel tak zakon, po katerem so »Vlahi« Vojne krajine, ne glede na veroizpoved, dolžni desetino svojih dohodkov zagrebškemu škofu, 1/9 pa fevdalcem, katerih zemljo so zasedali. Ta zakon je imel malo praktičnega učinka, vendar je pomiril takratno hrvaško plemstvo. Heraldični znak, uporabljen za te "Vlahe", je bil grb srbske dinastije Nemanjić. Srbom je Rudolf II. izdal vlaško diplomo po zatočišču Arsenija III. Crnojevića, heraldični znak, uporabljen za te "Vlahe", je bil srbski grb dinastije Nemanjić. V 1610. in 1620. letih je prišlo do spopadov med Vlahi (begunci in graničarji) in hrvaškim plemstvom. Hrvati so zahtevali odpravo Krajine in vključitev v Hrvaško. Leta 1627 je varaždinski Grenzer oblastem sporočil, da »se raje razsekajo na koščke, kot da se ločijo od svojih častnikov in postanejo podaniki hrvaškega plemstva«. Leta 1627 je cesar Ferdinand II. podelil »Vlaškemu ljudstvu, ki je naseljevalo pokrajine Slavonije in Hrvaške, pravico do nemotenega bivanja v svojih naseljih in posestvih«; obmejnim Vlahom je bila dovoljena raba zemlje ne glede na lastništvo zemlje, v prizadevanju Grenzerje narediti neodvisne od hrvaškega plemstva in bolj pripravljene vojskovati zanj. To odločitev so razlagali kot poskus fevdalizacije in leta 1628 so se bali, da bi bila vojaška in gospodarska moč Habsburške monarhije močno oslabljena in ogrožena, če bi Vlahi zapustili Krajino in odšli v osmansko Slavonijo; na skupščini je bilo ca. 3400 v vojni opremljenim Vlahom (predvsem Srbom) obljubljeno, da Vlahi ostanejo v vojaški organizaciji in dobijo predpise v obliki statuta, s čimer se uredi njihov pravni položaj. Naslednje leto je hrvaški sabor ponovno poskušal sprejeti zakon, s katerim bi begunsko skupnost vključili v jurisdikcijo habsburške Kraljevine Hrvaške, vendar brez rezultatov.
V začetku leta 1630 so se na Dunaju sestali predstavniki hrvaškega plemstva in Vlahov (Srbov). Hrvaško plemstvo je pritiskalo na cesarja, da je 10. maja izdal odlok, v katerem so Srbi plačevali plemstvu kolikor so plačevali svojim stotnikom, pa so nesrečni Srbi med Savo in Dravo dali polkovniku Trauttmansdorffu svoj osnutek, ki naj bi urejal odnose do države ter gospodarske, pravne in socialne odnose. Vojni svet je ustanovil komisijo za preučitev tega osnutka. Avstrijski dvorni kancelar je 30. septembra izdal izjavo cesarju, v kateri poudarja, da je »velik vojaški pomen vlaškega prebivalstva, ki živi med Savo in Dravo, katerega število se je v zadnjih tridesetih letih tako povečalo, da so postali trden branik Vojne krajine proti Turkom«.

## Statut
Na podlagi peticij Grenzerjev in sodne izjave je cesar Ferdinand II. 5. oktobra 1630 izdal Statuta Valachorum, ki je veljal v Varaždinskem generalatu, to je kapitanijah Koprivnica, Križevci in Ivanec. Statut je bil podpisan v Regensburgu in je bil kompromis glede zahtev Grenzerjev. Podarjeno je bilo delegaciji dvanajstih Grenzerjev, vojaških poveljnikov in duhovščine. Pravoslavna begunska skupnost, imenovana "Vlahi", so bili večinoma Srbi. Privilegije Grenzerjev (imenovanih "Vlahi" ali "Morlahi") na severni in severozahodni meji Bosne leta 1630 je potrdil Ferdinand II. v Statuta Valachorum. Pod vlaškim imenom je bil tudi dobršen del lokalnega hrvaškega prebivalstva, v pravoslavje pa je prešlo tudi katoliško prebivalstvo v Vojni krajini. Med razpravami upravnih organov Vojne krajine Varaždinskega generalata je bilo ugotovljeno, da so med begunci Vlahi Slavonci, katerih predniki so bili podložniki, ki niso prebegnili pred Osmani in so med seboj pomešani. V svojem bistvu je statut omogočal Vlahom izvolitev lokalnih oblasti, kar je bil argument za obravnavo statuta kot temelja notranje avtonomije prebivalstva. Lokalna oblast je vključevala kneze in sodnike kot predstavnika izvršilne in zakonodajne oblasti.
Odlok je določil pravice in obveznosti naseljencev, s čimer se je njihov status stabiliziral še leta po tem. Te pravice so predvidevale brezplačno zemljo, ki so jo dobili naseljenci, njihovo civilno upravo, ki je temeljila na tradicionalnem pravu naseljencev. Vse pravice so bile dane v zameno za vojaško službo naseljencev avstrijskemu cesarju. Vsi moški nad šestnajst let so bili dolžni služiti vojaški rok. Ferdinand II. v statut ni vključil zadev zemljiškega lastništva, da ne bi vznemirjal hrvaškega plemstva. Cilj Statuta Valachorum je bil spraviti »Vlahe« pod nadzor cesarskega dvora in jim dati videz avtonomije, kljub dejstvu, da se je raven samouprave, ki so jo prej imeli, dejansko zmanjšala. Statut je ustanovil posebno pokrajino na račun hrvaško-slavonske pokrajine. V statutu je bila tudi prva razmejitev Varaždinskega generalata (Slavonske vojne krajine).

## Posledice in dediščina
Statut, ki je veljal le za Vlahe na območju Varaždinskega generalata (med Dravo in Savo), so pozneje začeli uporabljati vsi Vlahi. Leta 1632 je v generalatu izbruhnil upor, ko so se graničarji uprli lokalnim avstrijskim glavarjem; upor je bil zadušen, knez (grof) Marko Bogdanović in harambaša Smiljan Vujica (ali Smoljan Vujić) pa usmrčena. Da bi ugotovili, kdo ima koristi od dekreta Statuta Valachorum leta 1635, je bila ustanovljena komisija, ki naj bi ločila prave Vlahe od zasebnih Vlahov, Slavoncev (avtohtonega prebivalstva Slavonije), ki se imenujejo tudi Vlahi in Predavci. Z angažiranjem te in nekaterih drugih komisij z nalogo, da ločijo prave Vlahe od Slavoncev, Predavcev in zasebnih Vlahov, je ta komisija le delno uspela, ker so te različne skupine dolgo živele skupaj, obstajali pa so tudi administrativni razlogi. Podložniki so kljub tej komisiji in sklepu, da jih ne smejo več sprejemati, še naprej bežali v Vojno krajino, zato je moral leta 1644 Ferdinand III. generalu Slavonske vojne krajine ukazati, da prepreči takšne prehode v Varaždinski generalat. Ko je Ferdinand III. prišel na oblast (1637), je lastništvo Hrvaške vojne krajine prešlo na cesarski dvor. V generalatu je izbruhnil upor v letih 1665–66, ko so se graničarji pod vodstvom Stefana Osmokruhovića dvignili proti avstrijskim častnikom, potem ko so bile graničarske pravice ogrožene. 14. aprila 1667 je bil statut revidiran. V 18. stoletju je bilo plemstvo končno uradno prikrajšano za vso obmejno zemljo, ko je bila razglašena za cesarski fevd.
Pomen statuta se kaže v tem, da je bil prvi javnopravni dokument o pravicah državljanov v Vojni krajini. S temi podelitvami so Srbi postali dragoceni zavezniki habsburške vlade proti katoliškemu hrvaškemu plemstvu. Bojevniška tradicija hrvaških Srbov, ki vključuje služenje habsburški monarhiji in Statuta Valachorum, je še danes pomemben del identitete skupnosti. O služenju grencerjev v Habsburški monarhiji pričajo dokumenti, in Statuta Valachorum iz leta 1630, ki velja tako za pravoslavne kot katoliške grencerje.